# Ешнуна
Ешнуна е древен град в Месопотамия в днешен североизточен Ирак, съществувал през Шумерския и Акадския период.
Ешнуна възниква в началото на III хилядолетие пр. Хр. и се превръща във важен търговски център на пътя, свързващ Месопотамия с Елам. През различни периоди градът е политически самостоятелен или попада под властта на съседни държави, като Акад, Трета династия на Ур или Исин. През XVIII век Пр. Хр. е завзет от вавилонския владетел Хамурапи, след което сведенията за него постепенно изчезват.